# オレの獲物はビンラディン
『オレの獲物はビンラディン』（おれのえものはビンラディン、原題：Army of One）は、2016年制作のアメリカ合衆国の映画。
2010年にオサマ・ビンラディン誘拐を企てた容疑でパキスタン当局に拘束されたアメリカ合衆国在住の男性ゲイリー・フォークナーの実話を基にしたコメディ映画。
フォークナー帰国時の様子や、ビンラディン死亡を発表するバラク・オバマ大統領の会見など、実際のニュース映像が多く用いられている。また、映画本編にもニュース番組の映像特集のような生真面目なナレーションが随時挿入される。

## ストーリー
コロラド州在住の中年男、ゲイリー・フォークナーは、3年前の離婚をきっかけに自宅を失い、個人営業の便利屋を営みながら、自身の担当する工事現場や知人宅を転々と泊まり歩いて暮らしていた。また、重度の糖尿病による慢性腎不全を患っており、週に何度も病院に通って人工透析を受けていた。それでも彼は希望を捨てず、むしろ神への信仰と愛国心が強まるばかりで、日々周囲の人々に神やアメリカを愛するよう説いていた。ゲイリーの主治医は、腎不全のためにゲイリーには妄想や幻覚の症状が生じているとみなしていた。
ゲイリーは学生時代のガールフレンド、マーシと偶然再会する。マーシがシングルマザーとして障害を抱える娘を育てていることを知ったゲイリーは、彼女の自宅に無償でスロープを設置する。
ゲイリーはかねてより、アメリカ同時多発テロ事件の首謀者とされるオサマ・ビンラディンの潜伏先をアメリカ政府がいまだに見つけられていないことに怒りを募らせていた。そんなある日、人工透析中のゲイリーの目の前に神が現れ、「パキスタンに渡り、ビンラディンを捕まえよ」という啓示をゲイリーに授ける。神の言葉が絶対だと固く信じるゲイリーは、主治医をだまして大金を受け取り、カリフォルニア州で中古のヨットを購入して早速出航するが、操縦法を知らなかったために漂流の末メキシコに漂着し、保護される。
帰国後、ゲイリーはほとんどの時間をマーシの家で過ごすようになる。深夜、ゲイリーがテレビをザッピングしていると、神がテレビショッピングに出演し、日本刀を紹介していた。ビンラディンとの戦いのために聖剣が必要であることに気づいたゲイリーは早速電話で注文し、自己流の特訓に励む。やがて自信をつけたゲイリーは、スポーツ用品店でハンググライダーを購入し、飛行機を乗り継いでイスラエルへ渡った。同国の高原地帯からハンググライダーで東方向へ滑空してパキスタンに入国することに挑むが、旅客機に積載できるように骨組みをノコギリでバラバラに切断していた影響でほとんど気流に乗ることができず、落下して手足を骨折する。
失意で帰国し、バーでひとり深酒をしていたゲイリーの前にふたたび神が現れ、「アブラハムもダビデも私の啓示をよく守った。君は逃げるのか?」と詰問する。ゲイリーは意を決し、ビザを取得して直行便でパキスタンへ渡った。
1か月近くイスラマバードに滞在したゲイリーだったが、何の手がかりも得られなかった。また、透析を止め、さらに現地で大麻に溺れたために、幻覚と妄想がひどくなっていき、自身がビンラディン率いるアルカーイダに命を狙われていると信じるようになっていた。こちらを見ながら電話をしていただけの男を「一味」とみなし、その男を追うために単車を盗んだゲイリーは警官に取り押さえられた。
ゲイリーはCIAの現地事務所に連行され、そこで強制送還を命じられ、おとなしく応じた。荷物をまとめ、ホテルを出ようとしたゲイリーは、向かいの建物の屋根から威嚇射撃を受ける。銃撃はホテルの警備員の個人的な喧嘩によるものだったが、アルカーイダの刺客だと盲信したゲイリーは、現地で友人となったタクシー運転手を呼び、銃撃した男を追いかけて山岳地帯へ向かう。
銃撃した男を見失ったゲイリーは野宿のうちに眠りに落ちた。気がつくと、洞窟の中で人工透析を受けていた。向かいには、同じように人工透析を受けるビンラディンの姿があった。ふたりはそれぞれ日本刀を手に取り、打ち合った末に、ゲイリーが勝利する。
ふたたび気がつくと、ゲイリーはイスラマバードの病院にいた。ビンラディンとの決闘は夢だったが、ゲイリーはそのことに気づいていなかった。枕元にはかつて彼を尋問したCIA職員がいた。ゲイリーは「お前たちのせいであいつは逃げた!」と叫び、帰国する最中ずっと悪態をつき続けた。
帰国後、ゲイリーはアメリカで知らぬ者のない有名人となっており、多くのメディア取材に応じた。やがて映画化のオファーが届き、「俺を演じるならニコラス・ケイジがいい。『コン・エアー』のときの奴は俺にそっくりだ」と告げた。
2011年5月1日の夜、マーシの家にいたゲイリーは、オバマ大統領がビンラディンの死亡を伝えるテレビの報道特別番組を見る。遺体を水葬した、という公式発表に対し、ゲイリーは「政府は真実を隠した。奴は生きている」とマーシに話し、ふたたびパキスタンへの渡航を計画する。パキスタン行きの飛行機に乗ったゲイリーは、かつて神が告げた「君の運命は君が選ぶんだ」との言葉をふと思い出して、ビンラディン探しをやめ、マーシの元へ引き返し、「ずっと一緒に暮らそう」とプロポーズをする。
（最後に実際のゲイリー・フォークナーの取材映像が流れたのち、「彼は映画化で得た資金で腎臓を購入して、ふたたび任務を果たそうとしている」という字幕が表示される。）

## キャスト
※括弧内は日本語吹替。
- ゲイリー・フォークナー - ニコラス・ケイジ（大塚明夫）
- 神 - ラッセル・ブランド（横田和輝）
- マーシ・ミッチェル - ウェンディ・マクレンドン＝コーヴィ（田中敦子）
- オサマ・ビンラディン／爆弾魔に間違われる男（二役） - アメール・チャダ・パテル（櫻井慎二朗）
- ピクルス - ポール・シェアー（英語版）（西山慎哉）： ゲイリーの友人
- ロイ - ウィル・サッソー（高野智哉）： ゲイリーの友人
- リジー - チェノア・モリソン： マーシの娘
- ドス - デニス・オヘア（合田慎二郎）： CIA職員
- シモンズ - レイン・ウィルソン（小倉直寛）： CIA職員
- インタビュアー - ラリー・チャールズ： ゲイリーが幻覚で見たテレビ番組「本とクソ」の司会者
- 謎の男1 - エイドリアン・マルティネス： ゲイリーの夢の中のメキシコ人ギャング
- ロス医師 - マシュー・モディーン（渡辺賢）： ゲイリーの主治医
- ナレーター - マイルズ・オキーフ（市橋尚史）

## 製作
2015年1月21日、ラリー・チャールズはゲイリー・フォークナーを題材にした映画を、ニコラス・ケイジ主演で製作することを発表した。2月19日には、ウェンディ・マクレンドン＝コーヴィの出演が発表され、4月16日にはラッセル・ブランド、デニス・オヘア、ケン・マリーノ、ポール・シェアー、レイン・ウィルソンの出演が発表された。主要撮影は3月30日から5月22日にかけて行われた。

## プロモーション
日本公開時の2017年、本作の前売り特典として、主演のニコラス・ケイジの顔写真をパッケージに使用した「特製うまい棒“ニコラスティック”」を配布する予定だったが、配布中止となった。映画配給元のトランスフォーマーによると、ケイジの肖像権利用の許諾がとれていなかったため。

## 評価
レビュー・アグリゲーターのRotten Tomatoesでは12件のレビューで支持率は25%、平均点は4.30/10となった。Metacriticでは6件のレビューを基に加重平均値が43/100となった。

## エピソード
- ニコラス・ケイジは撮影前にゲイリー・フォークナー本人に約3時間インタビューし役作りを行った[15]。
- 原題の「Army of One」は、2001年～2006年にアメリカ陸軍の兵士募集スローガン（Slogans of the United States Army）として使用された言葉である。
- パキスタンのシーンは、モロッコのマラケシュやワルザザートで撮影された[16]。
- ニコラス・ケイジの日本語吹替を担当した大塚明夫は、「僕がニコラス・ケイジを演じる時は、割と高めな声のトーンを選ぶんですけど、（本作では）ニコラス・ケイジが既にそれをやっているので、そこからもう一段上げるのが結構キツかったです。ニコラス・ケイジはいつもよく喋るんですけど、こんなに喋ったのは初めてかな。」と語っている[17]。